# Eidselva (Nome)
 For alternative betydninger, se Eidselva. (Se også artikler, som begynder med Eidselva)
Eidselven ligger i Nome kommune i Vestfold og Telemark fylke i Norge. Den har sit udspring i Flåvatn, og løber ud i Norsjø ved Ulefoss. Elven tilhører Skiensvassdraget, og er en vigtig del af Telemarkskanalen. På strækningen fra Ulefoss op til Flåvatn er der anlagt fem sluseanlæg med i alt 14 slusekamre, med en total løftehøjde på ca 57 meter.
I elven er der fire vandkraftværker:
- Eidsfoss,
- Vrangfoss,
- Ulefoss
- Aall-Ulefoss.